# زركان المزارشة (هوارة أولاد رحو)
زركان المزارشة هي إحدى مشيخات المملكة المغربية، تتبع جغرافيا لإقليم جرسيف وإداريًا لهوارة أولاد رحو. يقدر عدد سكانها بـ 2095 نسمة حسب الإحصاء الرسمي للسكان والسكنى لسنة 2004.